# Арсега-Уайтсайд, Джей Джей
Хосе Хоакин «Джей Джей» Арсега-Уайтсайд (англ. José Joaquín «J. J.» Arcega-Whiteside; 31 декабря 1996, Утебо) — профессиональный американский и испанский футболист, принимающий клуба НФЛ «Филадельфия Иглз». На студенческом уровне выступал за команду Стэнфордского университета. На драфте НФЛ 2019 года был выбран во втором раунде.

## Биография
Хосе Хоакин Арсега-Уайтсайд родился 31 декабря 1996 года в Утебо в провинции Сарагоса. Его родители, испанец Хоакин Арсега и американка Валори Уайтсайд, были профессиональными баскетболистами. Дядя по отцовской линии Фернандо Арсега выступал за сборную Испании по баскетболу, серебряный призёр Олимпийских игр 1984 года. В Европе семья жила в Испании, Португалии и Италии, позднее переехала в США. Арсега-Уайтсайд говорит на испанском, португальском, итальянском и английском языках.
Арсега-Уайтсайд окончил старшую школу имени Пола Дормана в Роубаке в штате Южная Каролина. За время выступлений в составе её футбольной команды он установил рекорды по количеству приёмов мяча, набранных ярдов и тачдаунов. В 2014 году он был признан Игроком года в Южной Каролине. После выпуска Арсега-Уайтсайд входил в десятку лучших молодых игроков Южной Каролины по нескольким рейтингам. В составе школьной баскетбольной команды он три раза становился победителем регионального турнира, в 2014 году признавался её самым ценным игроком. В том же году он занял четвёртое место на чемпионате штата в беге на 100 метров.

### Любительская карьера
После окончания школы Арсега-Уайтсайд поступил в Стэнфордский университет. Сезон 2015 года он провёл в статусе освобождённого игрока, тренируясь с командой, но не участвуя в матчах. В футбольном турнире NCAA он дебютировал в 2016 году, сыграв в двенадцати матчах и набрав 379 ярдов с пятью тачдаунами, лучший результат в команде. В сезоне 2017 года Арсега-Уайтсайд стал одним из основных принимающих «Стэнфорд Кардинал», став лучшим по числу приёмов, набранных ярдов и тачдаунов. В Аламо Боуле против команды Техасского христианского университета он набрал 61 ярд с тремя тачдаунами, повторив рекорд программы по количеству тачдаунов на приёме в боулах.
Перед началом турнира 2018 года он был выбран одним из капитанов команды. Арсега-Уайтсайд сыграл в стартовом составе в двенадцати матчах, набрав 1 059 ярдов с 14 тачдаунами. По числу тачдаунов на приёме он стал лучшим в конференции Pac-12 и третьим в I дивизионе NCAA. Его называли в числе претендентов на Билетникофф Эворд, награду лучшему ресиверу сезона, но он не вошёл в число финалистов. Всего за свою студенческую карьеру Арсега-Уайтсайд сделал 28 тачдаунов на приёме, на 2018 год это был второй результат в истории Стэнфорда.

#### Статистика выступлений в NCAA
| Сезон | Команда           | Игры | Приём | Приём | Приём | Приём | Вынос | Вынос | Вынос | Вынос |
| Сезон | Команда           | Игры | Rec   | Yds   | Y/A   | TD    | Att   | Yds   | Y/A   | TD    |
| ----- | ----------------- | ---- | ----- | ----- | ----- | ----- | ----- | ----- | ----- | ----- |
| 2015  | Стэнфорд Кардинал | —    | —     | —     | —     | —     | —     | —     | —     | —     |
| 2016  | Стэнфорд Кардинал | 12   | 24    | 379   | 15,8  | 5     | 0     | 0     | 0,0   | 0     |
| 2017  | Стэнфорд Кардинал | 11   | 48    | 781   | 16,3  | 9     | 0     | 0     | 0,0   | 0     |
| 2018  | Стэнфорд Кардинал | 12   | 63    | 1 059 | 16,8  | 15    | 0     | 0     | 0,0   | 0     |
| Всего | Всего             | 35   | 135   | 2 219 | 16,4  | 28    | 0     | 0     | 0,0   | 0     |

### Профессиональная карьера
Перед драфтом НФЛ 2019 года аналитик сайта Bleacher Report Мэтт Миллер сильными сторонами игрока называл его умение работать корпусом, приобретённое благодаря опыту игры в баскетбол, длину рук и рост, навыки чтения игры. К минусам Арсеги-Уайтсайда он относил недостаток подвижности и предсказуемость при движении по маршрутам. Миллер отмечал, что ресивер не участвовал в забеге на 40 ярдов во время показательных тренировок перед драфтом, что могло вызвать у клубов опасения по поводу его скорости.
На драфте Арсега-Уайтсайд был выбран во втором раунде под общим 57 номером клубом «Филадельфия Иглз». Издание Pro Football Focus включило этот выбор в число самых удачных на драфте, отмечая, что игрок может стать хорошей целью для передач квотербека Карсона Венца поблизости от зачётной зоны соперника. К сезону 2019 года он готовился в статусе четвёртого принимающего команды, но из-за травм ряда игроков быстро получил возможность дебютировать в стартовом составе. После ряда неудачных матчей тренерский штаб «Иглз» перевёл Арсегу-Уайтсайда в запас и большую часть игрового времени он получал в составе специальных команд. Набрав за сезон только 169 ярдов, игрок стал одним из главных разочарований среди новичков клуба. В 2020 году он пропустил часть игр из-за заболевания COVID-19 и провёл ещё один неудачный сезон. В регулярном чемпионате Арсега-Уайтсайд лишь в одном матче провёл на поле больше 18 розыгрышей в нападении. Всего в его сторону было сделано только восемь передач, четыре из которых он принял, набрав 85 ярдов.

#### Статистика выступлений в НФЛ

##### Регулярный чемпионат
| Сезон | Команда          | Игры | Приём | Приём | Приём | Приём | Вынос | Вынос | Вынос | Вынос |
| Сезон | Команда          | Игры | Rec   | Yds   | Y/A   | TD    | Att   | Yds   | Y/A   | TD    |
| ----- | ---------------- | ---- | ----- | ----- | ----- | ----- | ----- | ----- | ----- | ----- |
| 2019  | Филадельфия Иглз | 16   | 10    | 169   | 16,9  | 1     | 0     | 0     | 0,0   | 0     |
| 2020  | Филадельфия Иглз | 8    | 4     | 85    | 21,3  | 0     | 0     | 0     | 0,0   | 0     |
| 2021  | Филадельфия Иглз | 11   | 2     | 36    | 18,0  | 0     | 0     | 0     | 0,0   | 0     |
| Всего | Всего            | 35   | 16    | 290   | 18,1  | 1     | 0     | 0     | 0,0   | 0     |

* На 5 декабря 2021 года